# ノンガウセ
ノンガウセ （コサ語: Nongqawuse、コサ語発音: [noŋ̈͡ǃawuːse]、1840年代 - 1898年）はコサ人の女性である。1856年から1870年まで、現在の南アフリカ共和国東ケープ州で行われた牛殺し運動の主導者として知られている。

## 霊的な体験
1856年4月、当時10代の少女であったノンガウセは友人のNombandaとともにGxarha川の河口近くにある池に水を汲みに行った。ノンガウセは水汲みから戻った後、彼女の保護者であり、呪術師でもあったおじのMhlakazaに、自分が3人の先祖の精霊と出会った、という話をした。また、Mhlakazaは千年王国運動の影響を強く受けており、彼女の体験にもそのことが影響していたと考えられている。
精霊は彼女に、すべてのコサ人は自らの作物を焼き払い、畜牛を殺さなければならないと語った。畜牛はコサ人にとって、食料であると同時に交換財でもあった。精霊はその見返りとしてイギリス人の入植者を海に掃き捨てることを約束した 。また、その暁には、コサ人の穀物倉はふたたび満たされ、家畜囲いにも血色の良い畜牛が満ち溢れることが約束された。当時、コサ人の家畜のうち多くがヨーロッパ人入植者がもたらしたと考えられている牛肺疫にさいなまされ、彼女が神託を受けた1856年までにも多くの畜牛が死亡していた。コサ人はこの畜牛の大量死の原因は"umuthi"、すなわち呪術であると考えていた。

## 神託の実行とその結果
Mhlakazaは、ノンガウセの神託をそのまま最高部族長であったSarili ka Hintsaに伝えた。Sariliが自らの支配下にある勢力に牛殺しを実行するように命じたことから、この運動はもはや止められないほどに大きいものとなった。牛殺し運動はSariliの氏族であるGcalekaのみにとどまらず、コサ人の居住地域全体に広がり、殺された畜牛の数はGcalekaの統治する地域だけでも30万頭から40万頭になると見積もられている。ノンガウセは祖先の精霊がやってくる日時を1857年2月18日であり、この日には先祖の到来のしるしとして血のように赤い太陽がのぼると予言した。
しかし予言は実現されず、その日登った太陽の色は、昨日のそれと何も変わらないものであった。はじめのうち、ノンガウセの予言を信じていたものは予言を信じなかったものを責めたが、次第に彼らも彼女の予言そのものを疑い始めた。この事件によって起こった飢饉によって2万人以上が餓死し、生き残ったものも難民としてグレイト・ケイ川を越えた先にあるケープ植民地になだれ込んだ。この結果、イギリス領カフラリアの人口は10万5000人から2万7000人にまで落ち込んだ。植民地政府はこの一件によるコサ人社会の弱体化に乗じて1866年にはカフラリアをケープ植民地に編入した。このようにして、グレイト・ケイ川以西のコーサ人社会は完全にケープ植民地に組み込まれることになった。
ノンガウセはイギリス当局に逮捕され、ロベン島への流刑が課された。彼女は釈放された後、偽名を使ってケープ植民地東部のアレクサンドリア地区にある農場で生活していた。彼女は1898年に死亡した。